# Tulasnella danica
Tulasnella danica är en svampart som beskrevs av Hauerslev 1987. Tulasnella danica ingår i släktet Tulasnella och familjen Tulasnellaceae.   Inga underarter finns listade i Catalogue of Life.